# Ashita no Tame ni
Singles de Aya Kamiki
Misekake no I Love you
(2007) Sunday Morning
(2008)
Ashita no Tame ni est le 7e single d'Aya Kamiki et le 6e sorti sous le label GIZA studio le 25 juillet 2007 au Japon. Il arrive 24e à l'Oricon. Il se vend à 5 306 exemplaires la première semaine et reste classé 3 semaines pour un total de 7 168 exemplaires vendus.
Ashita no Tame ni a été utilisé comme thème pour l'émission an. Ashita no Tame ni se trouve sur l'album Ashita no Tame ni ~Forever More~ et sur la compilation Aya Kamiki Greatest Best.

## Liste des titres
Toutes les paroles sont écrites par Aya Kamiki.
| 1. | Ashita no Tame ni (明日のために)                | Aika Ohno    | 4:14 |
| 2. | Believin' your heart…                           | Miki Fujisue | 3:43 |
| 3. | Ashita no Tame ni (Instrumental) (明日のために) | Aika Ohno    | 4:12 |

## Interprétation à la télévision
- Music Japan (12 octobre 2007)